# とっとり花回廊

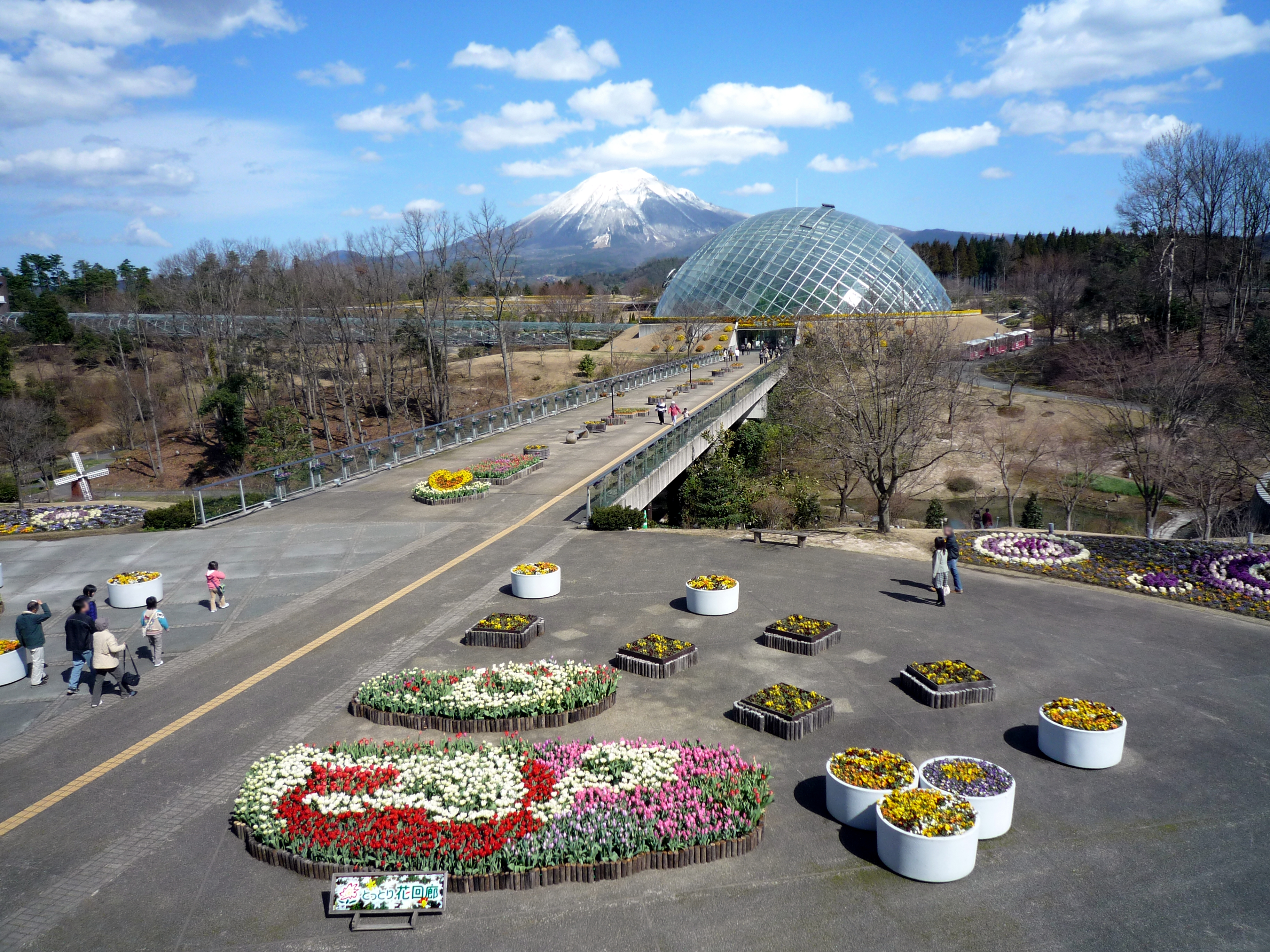
西館から大山をバックにフラワードームを見る

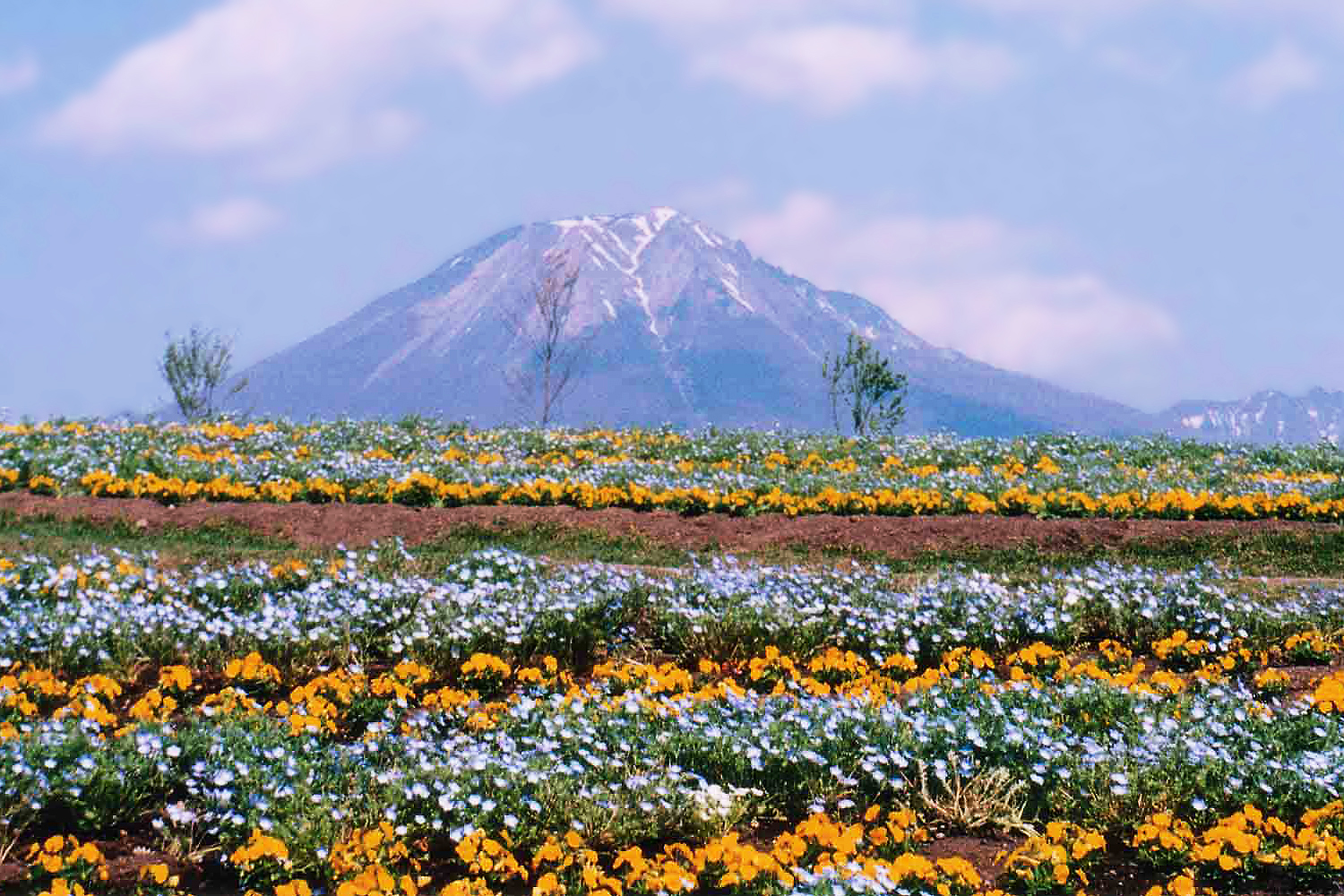
園内より大山を望む（4月）

とっとり花回廊（とっとりはなかいろう）は、鳥取県西伯郡南部町鶴田（一部伯耆町）にある鳥取県立の日本最大級のフラワーパーク。全長1kmの屋根付き回廊がある。オランダの植物園、キューケンホフ園とは姉妹園関係にある。

## 概要
- 敷地面積：約50ha (151.515坪)
- 総工費　：約182億円
- 工期　　：平成7年8月〜平成11年3月

## 営業案内
時季によって異なるので注意。
入園料
- 4月～11月

大人・1000円
小中学生・500円
- 12月～翌3月

大人・700円
小中学生・350円
- 午後5時以降の料金

大人・700円
小中学生・350円
ただし夜間営業日のみ
団体割引等もあり。
2016年4月より休園日と冬季イルミネーション期間の営業時間が変更となった。
開園時間と休園日
- 4月～11月

開園時間・午前9時～午後5時（最終入園は午後4時30分）
休園日・2016年より7月および8月の火曜日が定休日となる。
- 12月、1月

開園時間・午後1時～午後9時00分（最終入園は午後8時30分）
休園日・毎週火曜日（祝日の場合は開園し、翌日が休園。ただし臨時に開園することがある）
- 2月、3月

開園時間・午前9時～午後4時30分（最終入園は午後4時）
休園日・毎週火曜日（祝日の場合は開園し、翌日が休園。ただし臨時に開園することがある）

## アクセス
鉄道・バスの場合
- 西日本旅客鉄道山陰本線・境線米子駅から無料シャトルバス（日本交通に委託）で25分。

自動車の場合
- 米子自動車道溝口インターチェンジから鳥取県道45号倉吉江府溝口線・鳥取県道・島根県道1号溝口伯太線経由で約10分。

## その他
斎藤栄の「殺人花回廊」（実業之日本社）では作品の舞台となった。

## 周辺
- 植田正治写真美術館